# جورج تينيت
جورج تينيت (بالإنجليزية: George Tenet)‏ (و. 1953 – م) هو سياسي من الولايات المتحدة الأمريكية ولد في مدينة نيويورك. كان مديرًا لوكالة المخابرات المركزية.

## التعليم
تعلم في جامعة كولومبيا.

## مناصب وهيئات
تولى مناصب جامعة جورجتاون.

## جوائز
حصل على جوائز منها وسام الحرية الرئاسي.

## روابط خارجية
- جورج تينيت على موقع مونزينجر (الألمانية)
- جورج تينيت على موقع إن إن دي بي (الإنجليزية)